# Eiji Okuda
Eiji Okuda (奥田瑛二, Okuda Eiji, nascido em 18 de março de 1950) é um ator e diretor de cinema japonês. Nascido em Kasugai, Aichi, ele foi indicado para o prêmio de Melhor Ator no 1990 Academy Awards Japanese por sua atuação em Sen no Rikyu. Ele ganhou o prêmio de melhor ator no 37.º Blue Ribbon Awards por sua atuação no filme Like a Rolling Stone.
Ele fez sua estreia na direção em 2001, e assumiu papéis em frente a câmera em três filmes que ele dirigiu a partir de 2006.